# Маккензі (річка)
Макке́нзі  (фр. Fleuve Mackenzie, англ. Mackenzie River) — найбільша річка Канади й усієї американської Півночі: довжина річки — 1738 км, а річкової системи Маккензі — Невільнича — Піс — Фінлей — 4241 км. Її басейн розташований між пасмами Кордильєр і Гудзоновою затокою, між преріями на півдні й арктичним узбережжям на півночі. Інколи звана «Північною Міссісіпі»: ймовірно, тому, що, коли подивитись на карту, то Маккензі є немовби зворотним відображенням Міссісіпі — обидві річки течуть у протилежних напрямах і майже навпіл ділять між собою материк.
Починається система річки Маккензі як Атабаска в канадській провінції Британська Колумбія у Скелястих горах Кордильєр. Після озера Атабаска річка тече вже під назвою Невільнича та впадає до Великого Невільничого озера, а витікає з нього як Маккензі.

## Притоки
Ліві:
- Піс
- Гей
- Лаярд
- Кіл
- Арктик-Ред-Рівер
- Піл

Праві:
- Велика Ведмежа
- Горн

## Географія
Початком річки Маккензі вважається витік із Великого Невільничого озера, до басейну річки також відносяться великі канадські озера Вулластон, Клер, Атабаска і Велике Ведмеже озеро, яке пов'язане з Маккензі притокою Велика Ведмежа. Середня витрата води в гирлі річки становить ≈10 700 м³/с, що ставить річку за цим показником на друге місце серед річок Північної Америки після Міссісіпі. Відносно невелика водність Маккензі пояснюється дощовим сутінком Скелястих гір на заході, які знижують вплив Тихого океану в нижній частині її водозбору.
Маккензі, як і більша частина річок Канади, належать до сточища Північного Льодовитого океану. Живлення арктичних річок здебільшого снігодощове. У центральних і північних районах країни річки й озера від 5 до 9 місяців покриті льодом. Маккензі замерзає у вересні — жовтні, розкривається в травні, в пониззі — на початку червня; повінь весняно-літня.
Долина річки сформована товщами алювіальних та водно-льодовикових відкладень, сильно заболочена, покрита ялиновим лісом.

## Геологія
Під час останнього льодовикового періоду більшість терену північної Канади було вкрито Лаврентійським льодовиковим щитом, по відступу льодовика  утворилось прильодовикове озеро Макконнелл. Воно охоплювало акваторії сьогоденних Великого Ведмежого озера, Великого Невільничого озера і озера Атабаска до лінії над сьогоденним рівнем моря 280 м або 305 м з максимальною площею поверхні 210 000 км² досягнуто 8 500 до н. е. Декілька разів, по руйнації льодовикової греблі озера Агассіз, відбувалося скидання води озера через акваторію озера Макконнелл до акваторії Північного Льодовитого океану.

## Історія відкриття та освоєння
Річка Маккензі (раніше річка Розчарування) названа на честь Александра Маккензі, який подорожував по річці в надії, що та прямує до Тихого океану, але замість цього дістався місця впадіння у Північний Льодовитий океан 14 липня 1789. Наступна європейська експедиція дісталася гирла річки під проводом сера Джона Франкліна 16 серпня 1825 року. У наступному році він простежив узбережжя на захід, поки не був заблокований льодом, а Джон Річардсон на схід до річки Коппермайн. У 1849 році Вільям Пуллен досяг гирла Маккензі, прямуючи від Берингової протоки.

## Екологія

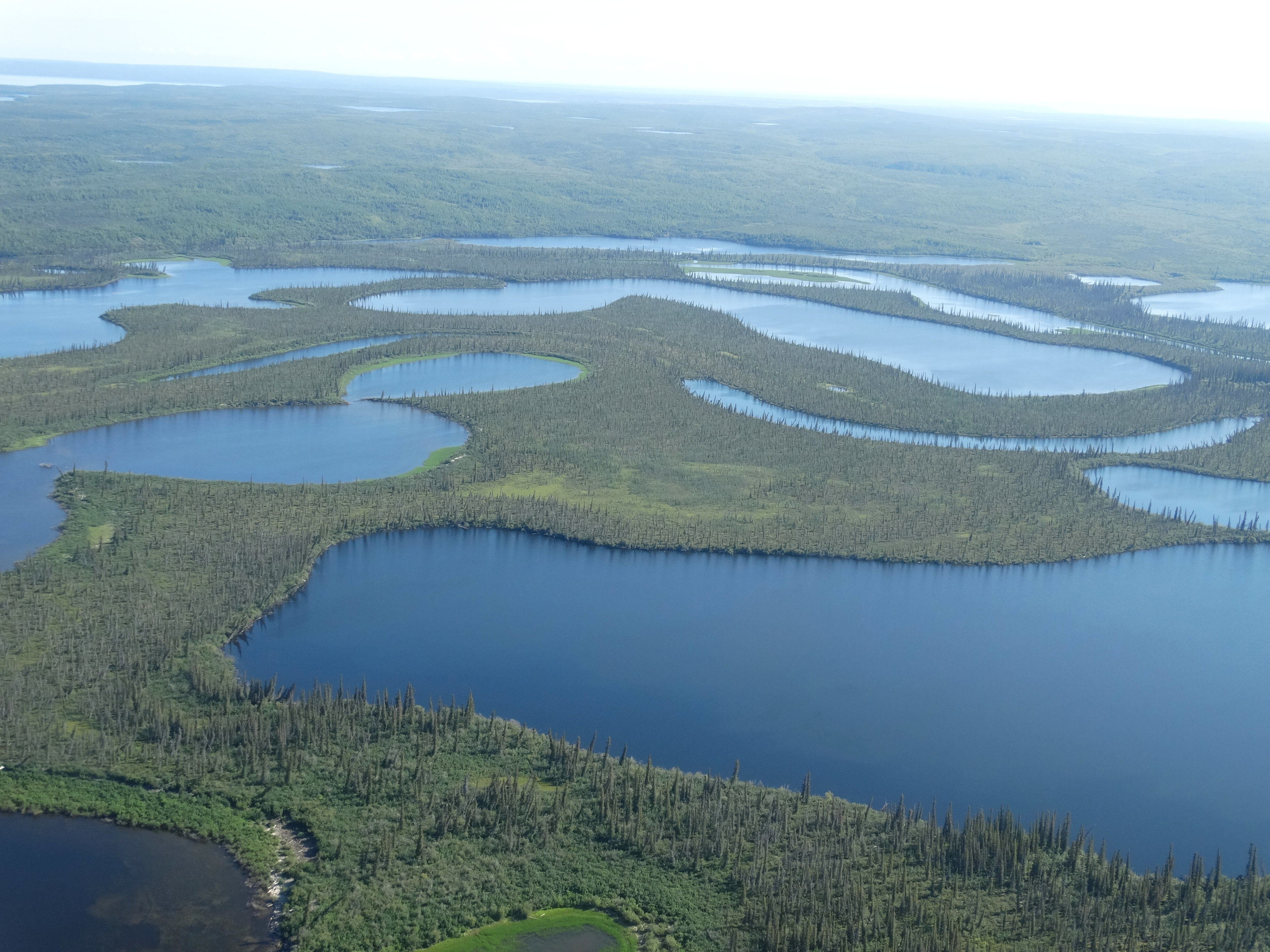
Озера і ліс чорних ялин у дельті річки Маккензі

Басейн річки Маккензі вважається однією з найбільших і найбільш незайманих екосистем у Північній Америці, особливо в північній частині. Приблизно 63 % водозбірного басейну, або 1 137 000 км², покриті лісами, переважно бореальними. Водно-болотні угіддя становлять близько 18 %, або 324 900 км². Понад 93 % лісових масивів є незайманими перестійними лісами. Однак людська діяльність, така як видобуток нафти, загрожує якості води в верхів'ях річки Маккензі. Крім того, через глобальне потепління в північній частині басейну почала танути вічна мерзлота, що викликає ерозію ґрунтів.
Більша частина тайги складається з ялини чорної і тополі. На півночі берега річки покриті мізерною рослинністю, такою як береза карликова та верба арктична, а також великими ділянками торфових боліт. На південь від Великого Невільничого озера є ширші зони помірного й альпійського лісу, прерій і родючої заплави.
У басейні налічується 53 види риб, жоден із яких не є ендемічним. Річка Маккензі має подібний спектр рибної фауни з системою річки Міссісіпі. Вважається, що дві річкові системи були пов'язані під час льодовикових періодів за допомогою талих озер і каналів, що дозволило рибі у двох річках схрещуватися. Риба в самій річці Маккензі містить щуку звичайну, кілька видів гольянів і Coregonus clupeaformis. Риби в південній половині басейну ізольовані від риб у північній половині через великі пороги на річці Невільничій, що перешкоджають плаванню риби вгору за течією.
Перелітні птахи використовують три основних дельти в басейні річки Маккензі (власне дельту Маккензі та внутрішні дельти Невільничої і Піс-Атабаски) як зони відпочинку і розмноження. Дельта Піс-Атабаски розташована в місці перетину чотирьох основних північноамериканських міграційних маршрутів. Ще в середині XX століття понад 400 000 птахів мігрували тут навесні і до мільйона — восени.
Всього в дельті зареєстровано близько 215 видів птахів, зокрема вимираючі види, такі як журавель американський, сапсан і орлан білоголовий. Будівництво ГЕС Гордона М. Шрама на річці Піс призвело до зменшення сезонних коливань рівня води в дельті, завдаючи шкоди її екосистемі. Популяції птахів стабільно скорочуються з 1960-х років.
Водні ссавці, такі як бобри й ондатри, надзвичайно поширені в дельті Маккензі і в прилеглих районах. Гирло Маккензі також є місцем розмноження білух.

## Використання

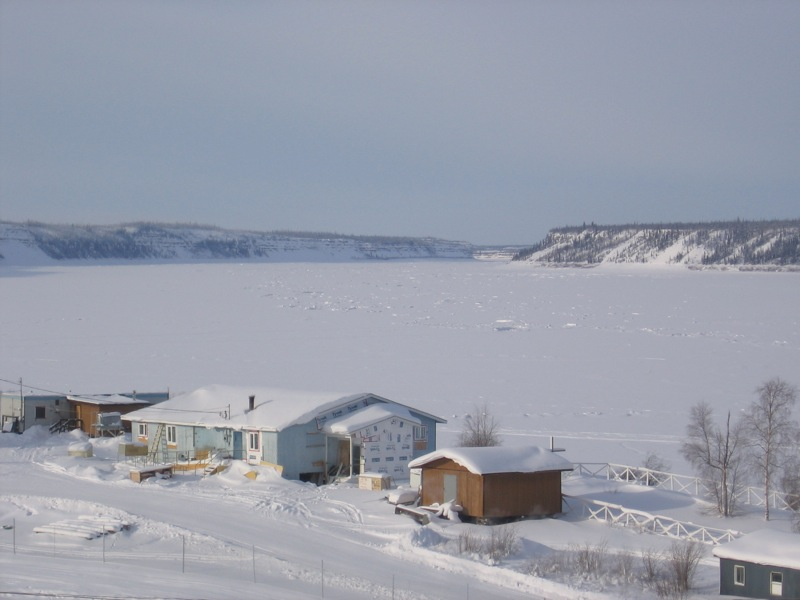
Замерзла річка Маккензі біля Форт-Гуд-Хоп, березень 2007 року

Станом на 2001 рік в басейні річки Маккензі проживало близько 400 000 осіб, що складає всього один відсоток населення Канади. Дев'яносто відсотків населення жило в басейнах річок Піс і Атабаска, переважно в провінції Альберта. Холодні північні райони вічної мерзлоти за Полярним колом населені переважно корінними народами і це населення дуже нечисленне. Велика частина території басейну Маккензі — недоторкана дика природа, і діяльність людини мало впливає на загальну якість води, хоча є деякі локальні винятки.

### Природні ресурси
Деякі частини басейну Маккензі багаті природними ресурсами — нафта і газ (Північно-західні території і центральна частина Альберти), деревина у верхів'ях річки Піс, уран в Саскачевані, золото і цинк в районі Великого Невільничого озера і вольфрам на території Юкон. Станом на 2003 рік в Єлловнайфі працювали дві золотодобувні копальні, і ще багато рудників покинути. Співтовариства уздовж річки Маккензі залежать від натурального рибальства, хоча на річці також ведеться комерційна риболовля.
Сільське господарство в басейні річки Маккензі переважно зосереджено на півдні в долинах річок Піс і Атабаска. Сільськогосподарські угіддя долини річки Піс вважаються одними з кращих у Канаді, через високу концентрацію мінералів, знайдених у ґрунті.  Очікується, що в майбутньому сільськогосподарські умови будуть ще кращими завдяки глобальному потеплінню і збільшенню вегетаційного періоду. За даними Екологічної мережі Британської Колумбії, «у долині річки Піс досить сільськогосподарських ресурсів, щоб забезпечувати овочами всю північну Канаду».

### Транспорт

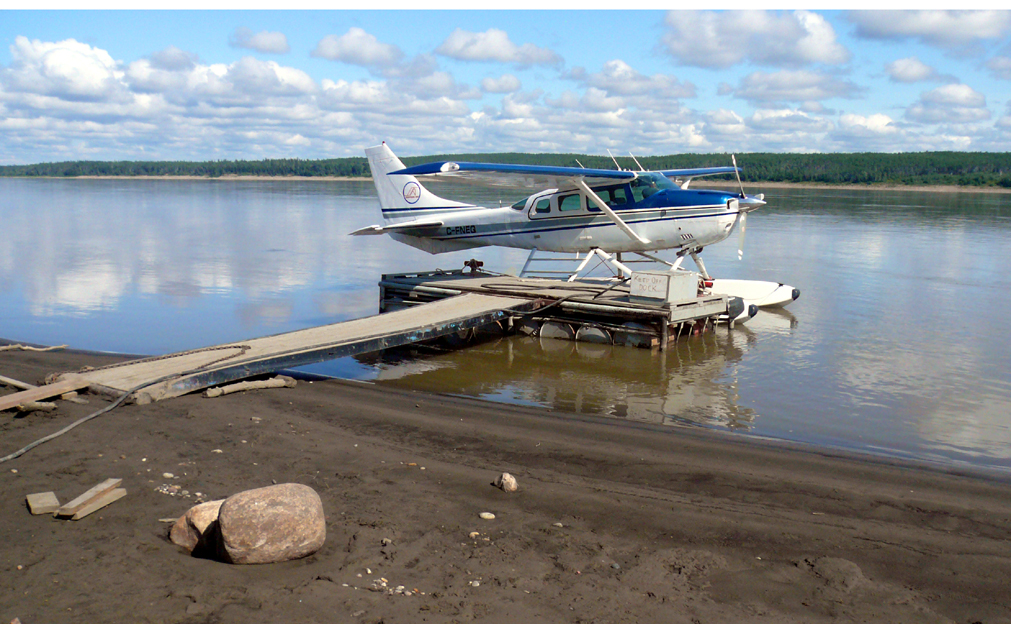
Гідролітак на Маккензі

Влітку, коли Маккензі вільна від льоду, вона є головним транспортним коридором через велику дику місцевість північної Канади, що з'єднує безліч ізольованих населених пунктів уздовж її річища. Широкі, спокійні ділянки річки часто використовуються для посадки гідролітаків у вільний від льоду час.
Найпівнічніша залізнична станція Канади розташована в місті Гей-Рівер, на південному березі Великого Невільничого озера. Товари, відправлені туди поїздом або вантажівкою, завантажувалися на баржі Північної транспортної компанії, що належала інуїтам. У 2016 році Північна транспортна компанія збанкрутувала, а її активи були куплені урядом Північно-Західних територій.
Буксири тягнуть за собою по Маккезі каравани барж, в яких може бути до п'ятнадцяти суден. Товари доставляються в порт Тактояктук на східному кінці дельти Маккензі, де вони перевантажуються на океанські судна і доставляються в громади уздовж арктичного узбережжя Канади і на численні острови Канадського Арктичного архіпелагу. Взимку замерзле річище річки Маккензі, особливо в районі дельти, використовується як крижана дорога, досить міцна, щоб витримувати великі вантажівки, хоча поїздки між північними громадами переважно здійснюються на собачих упряжках і снігоходах.